# 小行星7993
小行星7993（英語：7993）是一颗围绕太阳公转的小行星。1982年10月16日，安東寧·姆爾科斯在克列特发现了此天体。
这颗小行星的绝对星等为330.20486等。